# R U Invited?
R U Invited? je americký hraný film z roku 2006, který režíroval Israel Luna podle vlastního scénáře. Film zachycuje povrchní vztahy v gay komunitě. 

## Děj
Ben žije se starším Andersonem. V jejich domě za Benem přicházejí jeho kamarádi Charlie a Gordy. Gordyho nedávno opustil jeho přítel. Charlie dostal pozvánku na privátní sex párty a chce, aby šel i Ben. Gordy je naopak proti účasti Bena, když má stálého partnera. Navečer přicházejí i partneři Mondo a Jason a debatují spolu ohledně jejich účasti na sex párty. Mondo chce jít, Jason není moc nadšený. Na pozvání je nutno předem poslat nahé fotografie. Gordy se nechá Charliem vyprovokovat, že půjde také a nechá se vyfotit. Posléze přichází drag queen Helen Bedd, která je rozzuřená, protože jí Charlie zatajil, že jde na sex party. Čekají na odpověď od organizátorů, Charlie přinesl poppers, Gordy je proti jeho používání. Při rozhovoru se Mondo a Jason dovídají jeden o druhém věci z dřívějšího období, což mezi nimi způsobuje napětí. Charlie a Mondo spolu kdysi chodili a Jason je pak nachytá v koupelně, jak se líbají. Gordymu volá jeho bývalý partner Jon. Ben ho odrazuje, aby ho přijal zpátky a řekne mu, že s ním měl sex. Těsně před odchodem na party Jason řekne Mondovi, že nechce, aby tam šli. Mondo přesto jde. Jason se baví s Andersonem a nechápe, proč jemu nevadí, když tam Ben půjde.

## Obsazení
| Oscar Contreras    | Gordy      |
| John de los Santos | Ben        |
| Christopher Jones  | Charlie    |
| David Matherly     | Jason      |
| Gabriel Praddo     | Mondo      |
| Phil Harrington    | Anderson   |
| Brandon Dixon      | Morgan     |
| Israel Luna        | Jon        |
| Chaselyn Wade      | Helen Bedd |